# Casa del Truco
La Casa del Truco es una casona colonial ubicada en la Plaza Regocijo en el centro histórico del Cusco, Perú.

## Historia
Al reparto de solares, esta casa le correspondió a Alonso de Mesa en 1558, originalmente conformaba una unidad con su vecina de calle Garcilaso. En 1621, al fundarse el mayorazgo de Valdés, esta casa lo integra y ubica sus tiendas hacia la Plaza Regocijo, pues pertenece a Fernando Salas y Valdés, su entonces propietario. 
En los sucesivos años esta casa y/o ambientes de ella pasan por distintos propietarios pero sobre todo arrendatarios, poniéndose especial valoración a sus ventanas y balcones por las corridas de toros que en la plaza Regocijo se daban.

“El truco era una especie de billar, que se jugaba sobre una mesa, con bolas de madera y palos…Desde finales del XVII y durante un siglo, el juego parece haber tenido adeptos en la ciudad”. Esta casa ofrecía este tipo de recreación y de allí su nombre.

Desde 1972 el inmueble forma parte de la Zona Monumental del Cusco declarada como Monumento Histórico del Perú. Asimismo, en 1983 al ser parte del casco histórico de la ciudad del Cusco, forma parte de la zona central declarada por la UNESCO como Patrimonio Cultural de la Humanidad.

## Descripción
El inmueble consta de dos patios y dos niveles y medio. Exteriormente hacia la calle Garcilaso, presenta dos portadas líticas
rematadas con arco adintelado y cornisa, la del zaguán con pilastras adosadas. Además, tres puertas secundarias con jambaje lítico al igual que el contrazócalo de piedra reutilizada; el segundo nivel es configurado a su lado derecho por un mojinete y fenestrado por siete balcones de antepecho con balaustrada de metal de distinta data republicana.
Hacia la Plaza Regocijo, destaca al lado izquierdo la portada de transición con dintel monolítico y mampostería prehispánica reutilizada; además se cuentan diez puertas secundarias con jambaje lítico y dintel de madera, flanqueadas por contrazócalo lítico. En el mezaninne del primer nivel apreciamos seis vanos con ventanas y balconcillos de distinta época. En el segundo nivel se cuentan también, diez balcones de antepecho entre restituidos y originales.
Mediante el zaguán ubicado hacia calle Heladeros, delimitado por arco lítico de medio punto hacia la galería, se accede al patio que exhibe incomparable solado mudéjar de canto rodado aparejado de costilla que forma figuras geométricas y orgánicas también, jardín central con escultura y reja perimetral de principios de siglo XX. Este patio, está configurado por cuatro crujías de dos niveles, siendo las de los lados sureste (de ingreso) y noroeste con galería de 07 arcos de medio punto que sostienen galerías adinteladas cerradas; las crujías suroeste y noreste exhiben corredores en voladizo sustentados sobre ménsulas con pies derechos y pasamanos de sencilla factura con balaustrada y bulbos de metal. 
La caja de escaleras está ubicada al lado izquierdo de la crujía suroeste, es “de cajón” de ida y vuelta, y tiene un arco lítico al arranque. La estructura de la cubierta de este inmueble está hecha en el sistema de par y nudillo.